# Giuseppe Boattini
Giuseppe Boattini (Nettuno, 14 gennaio 1893 – Milano, 6 novembre 1967) è stato un architetto e pittore italiano.

## Biografia
Residente a Milano, fu attivo dal 1915 sia in pittura sia in architettura, vincendo numerosi concorsi di architettura a Casalmaggiore, Milano, La Spezia, Monza e altre località.
Come architetto ha firmato il progetto di restauro della Chiesa di San Francesco a Casalmaggiore, in provincia di Cremona. I lavori di restauro iniziarono nel 1925, ma a causa di inadempienze contrattuali relative alla copertura dei maggiori costi, il progetto poté essere completato solo dopo il decesso dell'architetto, nel 1985.
Fu professore incaricato presso il Politecnico di Milano dal 1948 al 1952 presso la facoltà di Ingegneria e, dal 1952, presso la facoltà di Architettura.
Come pittore, si distinse particolarmente nella tecnica dell'acquerello. Partecipò nella seconda Esposizione internazionale di Milano (1925), alla Mostra sociale degli Acquerellisti lombardi (1936) e a mostre speciali della Permanente di Milano (1937). Allestì diverse esposizioni a Cremona, Forlì, Firenze e altre città, Nel 1938, divenne il quarto direttore della Scuola superiore d'Arte applicata all'industria del Castello Sforzesco.
Morì a Milano nel 1967, all'età di 74 anni.